# Lake Lillian (Minnesota)
Lake Lillian – miasto w Stanach Zjednoczonych, w stanie Minnesota, w hrabstwie Kandiyohi.